# ناثانيل إم. غورتن
ناثانيل إم. غورتن (بالإنجليزية: Nathaniel M. Gorton)‏ هو محامي وقاضي أمريكي، ولد في 25 يوليو 1938 في إيفانستون في الولايات المتحدة.